# ダンスリールネサンス合奏団
ダンスリー・ルネサンス合奏団（ダンスリールネサンスがっそうだん）は、1972年結成された、中世西洋音楽、ルネサンス音楽をレパートリーとする、日本初の古楽アンサンブル。にリュート奏者で指揮者の岡本一郎が兵庫県西宮市で結成した。
1982年に坂本龍一とのコラボレーションアルバム『エンド・オブ・エイシア (the End of Asia) 』を発表、このアルバムは当時のYMOブームによりクラシック愛好家以外にも広く聴かれ、日本で古楽が広まる先鞭を付けた。活動初期より実験的な試みを行い、西洋古楽の枠に留まらずアジアの楽曲を採り上げたり、エリック・サティの楽曲を古楽器でアレンジしたアルバムなども発表した。
また、現存最古のオペレッタと言われるアダン・ド・ラ・アル『ロバンとマリオンの劇』を大阪厚生年金会館にて1974年日本初演した。1982年にフランスのフランソワ・ミッテラン大統領が国賓として日本を訪問した際には、東京のフランス大使館においてミッテラン大統領夫妻が主催し、昭和天皇・皇后夫妻を主賓として招いた答礼晩餐会において招待演奏を行った。
関西を本拠地として、海外公演もこなしつつ地道に息の長い活動を続けており、全国的にファンの多い楽団である。2002年には結成30周年コンサートを、2012年には結成40周年コンサートを開催した。

## メンバー
- 岡本一郎：ディレクター、編曲、リュート
- 松井智惠：ソプラノ
- 坂本利文：ヴィオラ・ダ・ガンバ、フィーデル
- パク・コニル：レベック、フィーデル
- 中村洋彦：リコーダー、クルムホルン、ゲムスホルン
- 坂田博紀：リュート
- Maryvonne Nagel Okamoto[注釈 1]：コーディネーター、ジャケットデザイン、脚本、ナレーター

## 幻のファースト・アルバム『絆』
小西昌幸は、北島町役場（徳島県板野郡）公式サイト内の「文化ジャーナル」2002年（平成14年）3月号において、同年2月24日に北島町の創生ホールで開催された「ダンスリー・ルネサンス合奏団 結成30周年記念コンサート 中世ルネサンス音楽の源流と支流」を紹介するとともに、「ダンスリー 幻のアルバムをめぐって」として、1977年にURCレコードからリリースされた「幻のファースト・アルバム」と呼ばれる2枚組LP『絆 Musique Medievale Et De La Renaissance』について詳細に記述している。
URCレコードは1969年に秦政明が設立した大阪の零細レコード会社で（自主制作レコードではない）、URCは "Undetground Record Club" の略称。高石友也が1967年に設立した高石事務所の子会社として発足し、1970年代、はっぴいえんどのファースト・アルバムをはじめ、岡林信康、三上寛、遠藤賢司、高田渡、友部正人、加川良など、日本のフォーク・ロックのアルバムをリリースしていた。
プロテストソング色の濃い関西フォーク中心のURCレコードで、古楽アンサンブルであるダンスリーは異色な存在だったが、同社からレコードを出していた五つの赤い風船のメンバーの紹介によりアルバムが発売されることになった。岡本一郎は「大阪つながり」で話があったと述べている。
『絆』は、URCレコード内の直販専門レーベル「UDCレーベル」最後のアルバムとしてリリースされ、UDC-5001 - 2の製品番号が付されている。別にUDCレーベルを立ち上げた理由は、高石事務所に所属していたザ・フォーク・クルセダーズの『イムジン河』がレコ倫に抵触して発売自粛を余儀なくされ（詳細はイムジン河#ザ・フォーク・クルセダーズ版「イムジン河」を参照）、そのため直販専門レーベルを新設したという。
URCレコードは1977年に秦政明が音楽制作から撤退して活動停止（倒産ではない）、その後は原盤権を得た会社が次々倒産するなどして権利が転々とした。岡本一郎すらどこにあるかわからず探していたという状態だったが、1992年に音楽出版会社のシンコー・ミュージックが原盤権を取得、東芝EMIが販売権を得て、1995年からフォークの旧譜が東芝EMIよりCD再発されたが、ダンスリー『絆』の再発はなかった。
小西昌幸が知人のサエキけんぞうを通じて、シンコー・ミュージックに問い合わせたところ、同社に『絆』のマスターテープが現存することが判明したが、同社と東芝EMIの両社ともCD再発は考えていないと回答したという。なお、小西からの問い合わせに対し、シンコー・ミュージックの原盤管理担当者から「ダンスリーとはどういうグループなのか？」と聞かれたので少し説明した、と小西は記事中で述べている。
小西は「文化ジャーナル」の記事中で、日本国内で古楽名盤の再発が進まない現状を手厳しく批判しているが、その背景には日本の音楽産業におけるレコード会社と音楽出版会社、JASRACなどの著作権管理団体などが絡み合う権利関係の複雑さが原因で、アーティスト自身が自分の制作した楽曲を自由に使用できず、売れないという理由で廃盤にされたら自身で再発することも困難になるという大きな問題がある。
小西がその記事を書いた直後の2002年4月、URC音源の販売権が東芝EMIからエイベックスのプライム・ディレクションに移り、エイベックス・イオレーベルからザ・フォーク・クルセダーズなどの音源がCD化されたが、その際もダンスリーのCD再発の話はなかった。
その後さらに音源の販売権がポニーキャニオンに移り、2019年12月26日にはURCレコード設立50周年を記念して特設サイト「URC50周年プロジェクト」を設置、音源の再発を行ったがダンスリーの再発はなく、それどころかシンコー・ミュージックのURC公式サイトには、ダンスリーの『絆』は掲載されていない。
なお『絆』以外にも、ダンスリーのアルバムでCD再発され新品で手に入るのは、坂本龍一とのコラボレーションアルバム2枚だけという状態であり（2020年3月現在）、小西が2002年に「今、メジャーとよばれるレコード会社は、万単位の売れ行きを示すものでないと全く食指を動かそうとしない」と批判した問題は、2020年代に入っても解決していないと言える。

## ディスコグラフィー
大阪のマイナーレーベル「URCレコード」、日本コロムビア「DENONレーベル」、ミサワホームのレーベル「ミサワ・クラシックス」、「エオリアン・レコード」よりLPレコード5枚、CD7枚をリリース。

### URCレコード
- 『絆 Musique Medievale Et De La Renaissance』1977年[7]
  - 1977年に2枚組LPとしてリリース。ダンスリーの「幻のファースト・アルバム」と言われる。
  - URCレコードの活動停止により廃盤、未CD化。
  - ジョヴァンニ・ダ・カッシャ、フランチェスコ・ランディーニ、クレマン・ジャヌカン、クローダン・ド・セルミジ、クロード・ジェルヴェーズ、ギヨーム・ル・ユーテュー、ウィリアム・バード、ジョン・ダウランド、トマス・ウィールクスらの楽曲が収録されている[7]。
  - ジャケットデザインはダンスリーのメンバーであるMaryvonne Nagel Okamotoによる[7]。

### 日本コロムビア
- 『ダンスリー Danceries』1981年[8]
  - 1981年、日本コロムビア・DENONレーベルよりオリジナルLP発売。未CD化。
- 『エンド・オブ・エイシア the End of Asia』（坂本龍一+ダンスリー名義）[9]
  - 1982年2月、DENON「Better Days」レーベルより、LP・カセットテープでオリジナル発売。
  - 1983年5月、DENON「Better Days」レーベルより初CD化。
  - 1990年、1997年にDENONレーベルよりCD再発。
  - 2009年3月4日、日本コロムビアよりHQCDリマスター盤が発売[10]。
- 『サラセンの夢 Chanconette Tedesche』（演奏：ダンスリー、ゲスト：坂本龍一）[11]
  - 1983年、DENONレーベルよりオリジナルLP発売。
  - 1991年、『サラセンの夢 Reves Des Anciens』として初CD化。サブタイトル・ジャケットデザインが変更される。
  - 2005年、『サラセンの夢 Chanconette Tedesche』としてCD再発。オリジナルタイトル・ジャケットデザインに戻される。
- 『ジュ・トゥ・ヴ Erik Satie Danceries』1986年[12]
  - 1986年、DENONレーベルよりLP・CDでオリジナル発売。
  - エリック・サティの曲を演奏したアルバム。廃盤、CD再発なし。

### ミサワクラシックス
1980年代後半から1990年代前半にかけて、ミサワホームが古楽レーベル「ミサワクラシックス (Misawa Classics) 」を立ち上げ、日本国内の古楽演奏家のアルバムをシリーズとしてリリースしていた。
いずれもCDで発売。ミサワホームのレコード事業撤退により廃盤、CD再発なし。
- 『よき人に逢っての帰り Retour』1989年[14]
  - 中世トルバドゥール・トルヴェールの愛の歌。
- 『聖母マリア頌歌集 Cantigas De Santa Maria』1990年[15]
  - アルフォンソ10世編纂「聖母マリアのカンティガ集」。
- 『ロマネスクの館にて Douçour』1992年[16]
  - 器楽曲集。

### エオリアン・レコード
古楽レーベル「エオリアン・レコード (Aeolian Records) 」よりCD発売。
なお、同レーベルはミサワクラシックスから発売されていたアルバムも一部再発しているが、ダンスリーの上記3枚のアルバム再発はしていない。
- 『ALBA 暁の歌 中世トルバドゥール、トルヴェールの愛の歌』（松井智惠・ダンスリー名義）1992年[18]